# Reclams
 Reclams (« Échos » en gascon béarnais, allusion double, à la nymphe Écho et à l'écho en montagne Pyrénées béarnaises et gasconnes, au début), est la plus ancienne revue périodique occitane en activité. Elle a été créée en janvier 1897 par l'Escole Gastou Fébus (Société félibréenne) sous le titre de Reclams de Biarn e Gascounhe (« Échos de Béarn et Gascogne »). Elle devient  Reclams de Biarn e Gascougne en juin 1899 à la suite d'une évolution orthographique, puis  Reclams de Bearn e Gasconha en adoptant officiellement la norme classique de l'occitan en 1984. Organe de l’Escole Gastou Febus (parfois orthographiée Gastoû Fébus, aujourd'hui Escòla Gaston Fèbus depuis l'adoption de la norme classique), il s'agit d'une revue essentiellement littéraire qui publie des textes dans tous les dialectes occitans.

## Présentation
De nos jours, « Reclams » est également une maison d'édition de littérature occitane. Elles est située sur la commune de Coslédaà-Lube-Boast (Pyrénées-Atlantiques)
Éditée à Pau depuis l'origine, la revue Reclams a été un outil important pour la formation de nouvelles générations d'écrivains d'expression occitane et la constitution d'une écriture occitane moderne en Aquitaine. De Simin Palay à Bernard Manciet, elle a publié la plupart des grands écrivains gascons d'expression occitane du XXe siècle. Elle demeure aujourd'hui une grande revue de création littéraire en publiant les écrivains d'expression occitane d'Aquitaine et de l'ensemble de l'espace occitan contemporain : Éric Gonzalès, les frères Éric et Nicolau Rei Bèthvéder, Sèrgi Javaloyès, Pèire Bec, Robert Lafont, Didier Tousis, etc.

## Histoire de la revueReclams

### Origines de la revueReclams(1890-1897)
Le voyage des cigaliers et félibres de Paris dans le « Midi » en 1890, dont le romancier Paul Arène tirera une relation de voyage Des Alpes aux Pyrénées, fut fondamental pour le Félibrige gascon suscitant « toute une dynamique de « vie nationale » gasconne ». La tournée des félibres parisiens donna lieu à de nombreuses fêtes, cérémonies publiques et concours poétiques dans tout le Sud-Ouest. Ces événements mobilisèrent les énergies créant des embryons d'organisations et préparèrent les mentalités à une renaissance littéraire, linguistique et régionaliste telle qu'elle se produisait en Provence autour du jeune Félibrige.
À la suite de la tournée des félibres de Paris, une rencontre déterminante a lieu en 1891 entre Miquèu de Camelat, Simin Palay et le peintre Lestrade. De cette rencontre naît le projet d'un almanach qui paraît à la fin de l'année 1892 sous le titre Armanac patouès de la Bigorro, annado 1893. En 1893, le projet de deuxième almanach amena à la création d'un concours littéraire et la constitution d'un jury. Le petit groupe de 1891 entre alors en contact avec trois grandes personnalités des lettres gasconnes : Adrien Planté, alors maire d'Orthez et président de la Société des Sciences, Lettres et Arts de Pau, Isidore Salles, ancien sous-préfet de Dax, et Vastin Lespy, auteur d'une Grammaire béarnaise (1858) et d'un Dictionnaire béarnais ancien et moderne (1887). À la suite du concours, un deuxième almanach gascon est publié sous le titre Armanac Gascou - Bigorre - Béarn - Armagnac - Lanes. Abandonnant le terme de « patouès » (patois), les éditeurs de l'almanach avaient franchi une étape dans l'affirmation d'une identité linguistique et identitaire régionale. L'éditorial de Paul Laflèche publié dans l'Armanac Gascou place d'emblée le futur groupe dans l'horizon idéologique d'un régionalisme plutôt conservateur : « Reconquête de la langue, reconquête du passé, proposition d'un cheminement politique avec désignation d'un adversaire nommé : le collectivisme ; il s'agit là de la doctrine politique du Félibrige blanc ».
Au cours de la préparation du deuxième almanach, Simin Palay et Miquèu de Camelat étaient entrés en contact avec Pierre-Daniel Lafore, alors secrétaire de mairie d'Orthez et qui était membre de l'Escole moundine, l'école félibréenne toulousaine. L'arrivée de Lafore parmi le groupe encore informel de la renaissance d'oc en Gascogne fut déterminante pour la création d'une Escole, qui prend le nom d'Escole Gastou Fébus (parfois orthographiée Gastoû Fébus) en janvier 1896 et officiellement acceptée par le Félibrige quelques mois plus tard.
Le 7 janvier 1897, une réunion des membres fondateurs adopte le projet définitif de l'Escole Gastou Fébus et lance le projet de revue dont le titre est inspiré d'un recueil de Louis Lacontre, U Reclam de mountanhe (Un écho de montagne).

### Rapprochement avec l'occitanisme contemporain (1965-...)
Après la disparition de Simin Palay en 1965, la revue et l'Escole vont progressivement se rapprocher de l'occitanisme contemporain qui s'est développé dans tout l'espace occitan à la suite de la fondation de l'Institut d'Estudis Occitans (IEO) en 1945. D'un point de vue éditorial, la revue va s'ouvrir davantage aux écrivains et personnalités d'expression occitane extérieurs au seul domaine gascon. Dans le même temps, la part des textes rédigés selon la norme classique de l'occitan est de plus en plus importante. En 1984, la revue l'adopte officiellement dans son titre en devenant Reclams de Bearn e Gasconha.